# Mörtelplastik

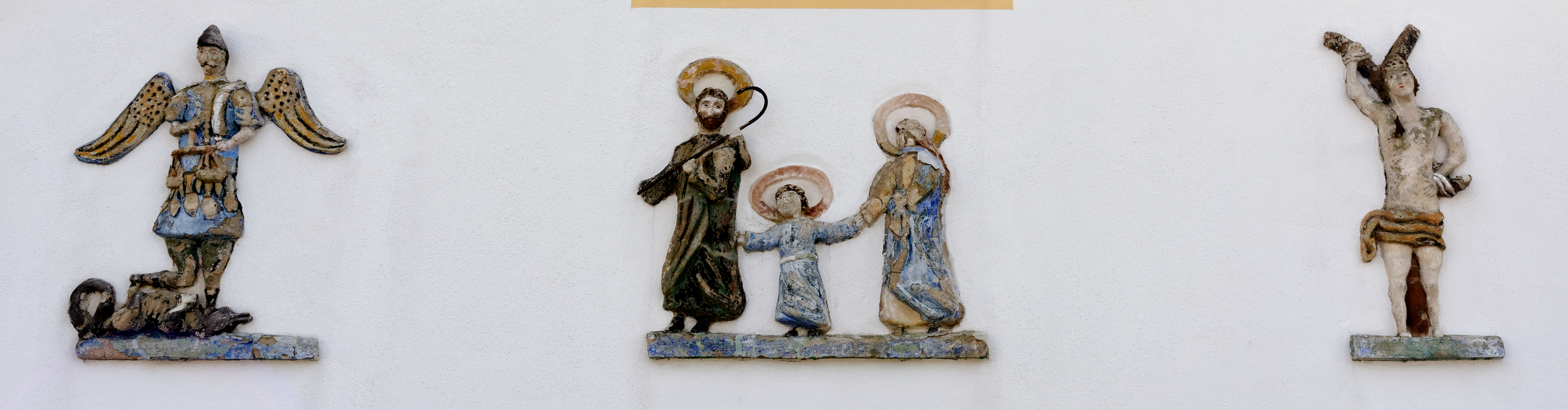
Mörtelplastiken von Bartholomäus Ostermair, ursprünglich an einer Hauswand in Ziglbach, heute in Taiting.

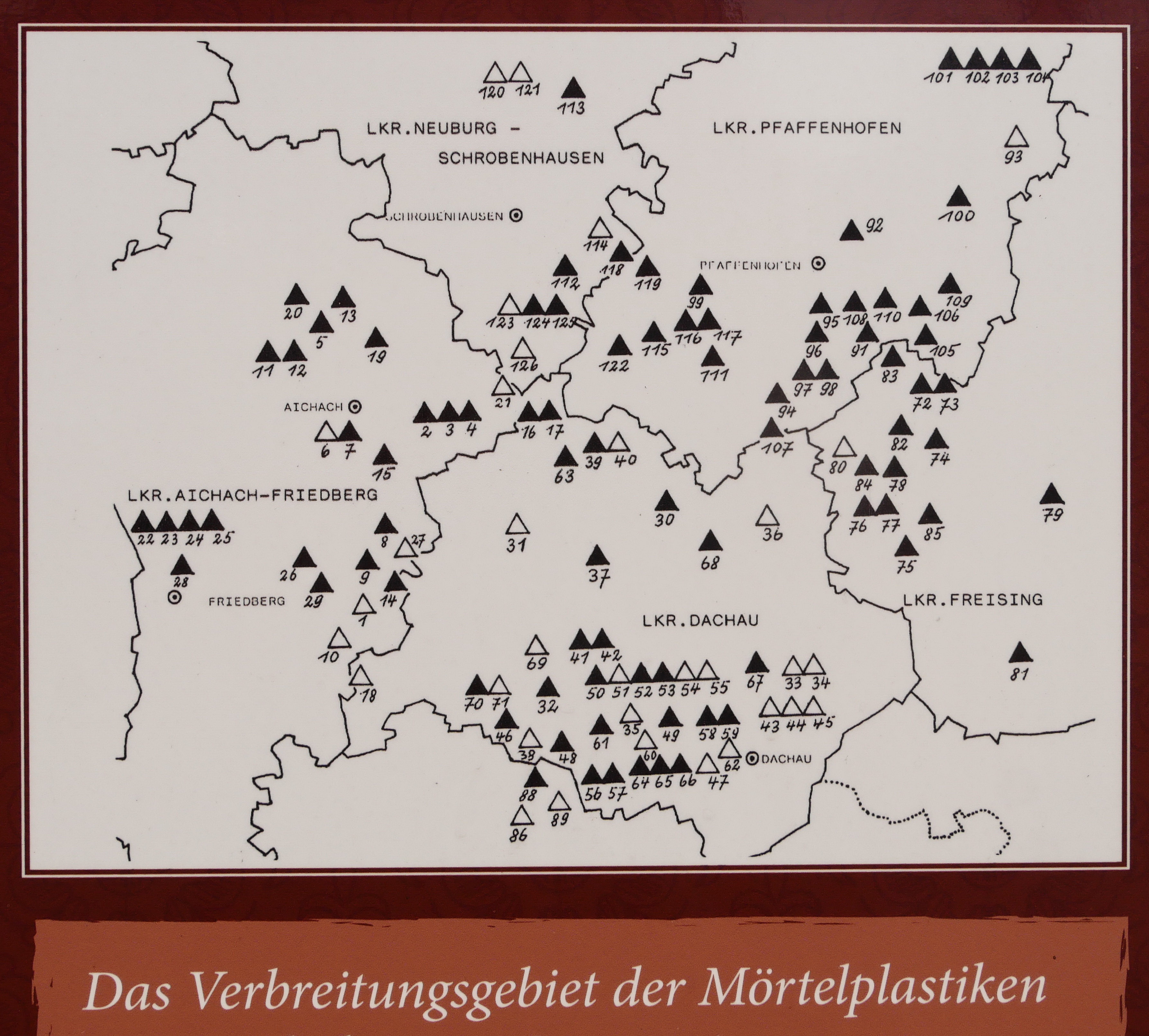

Eine Mörtelplastik ist eine reliefartige Darstellung meist religiöser oder volkstümlicher Motive an Bauernhäusern, Ställen und gemauerten Scheunen, in der Art einer Stukkatur.
Die Volkskunst war im letzten Viertel des 19. Jahrhunderts in der Gegend zwischen München und der Donau verbreitet.
Praktisch alle der erhaltenen Mörtelplastiken stammen von dem Unterweilenbacher Maurer Bartholomäus Ostermair und stehen heute unter Denkmalschutz.

## Herstellung
Die Figuren wurden skizziert, indem Stifte oder Nägel eingeschlagen und mit Drähten verbunden wurden.
Der Mörtel bestand aus Kalk, der mit Sand und Gips (Stuckgips) zu einer feinen Masse angerührt wurde. Diese wurde anschließend schichtweise aufgetragen und daraus die Motive modelliert. Dabei wurde oft in einer Vertiefung der Wandoberfläche begonnen, um einen guten Verbund der Plastik mit dem Untergrund herzustellen. Die Arbeiten mussten abgeschlossen sein, bevor die Masse erhärtete. Die witterungsbeständigen Halbreliefs wurden anschließend farbig gefasst. Sie stellen meist religiöse Motive, aber auch Tiere und Handwerker dar.

## Liste einiger Mörtelplastiken
- Mörtelplastik in Förnbach (1867), Gemeinde Pfaffenhofen an der Ilm im oberbayerischen Landkreis Pfaffenhofen an der Ilm
- Zwei Mörtelplastiken in Mittermarbach (1870/85), Gemeinde Petershausen im oberbayerischen Landkreis Dachau
- Mörtelplastik in Hettenshausen (1870/90) im oberbayerischen Landkreis Pfaffenhofen an der Ilm
- Mörtelplastik in Ilmried (1870/90), Gemeinde Ilmmünster im oberbayerischen Landkreis Pfaffenhofen an der Ilm
- Vier Mörtelplastiken in Ilmried, Mittelweg 2 (1870/90), Gemeinde Ilmmünster im oberbayerischen Landkreis Pfaffenhofen an der Ilm
- Mörtelplastik in Ilmried, Dorfstraße 16 (1870/90), Gemeinde Ilmmünster im oberbayerischen Landkreis Pfaffenhofen an der Ilm
- Mörtelplastik in Appercha (1891), Gemeinde Fahrenzhausen im oberbayerischen Landkreis Freising

## Galerie

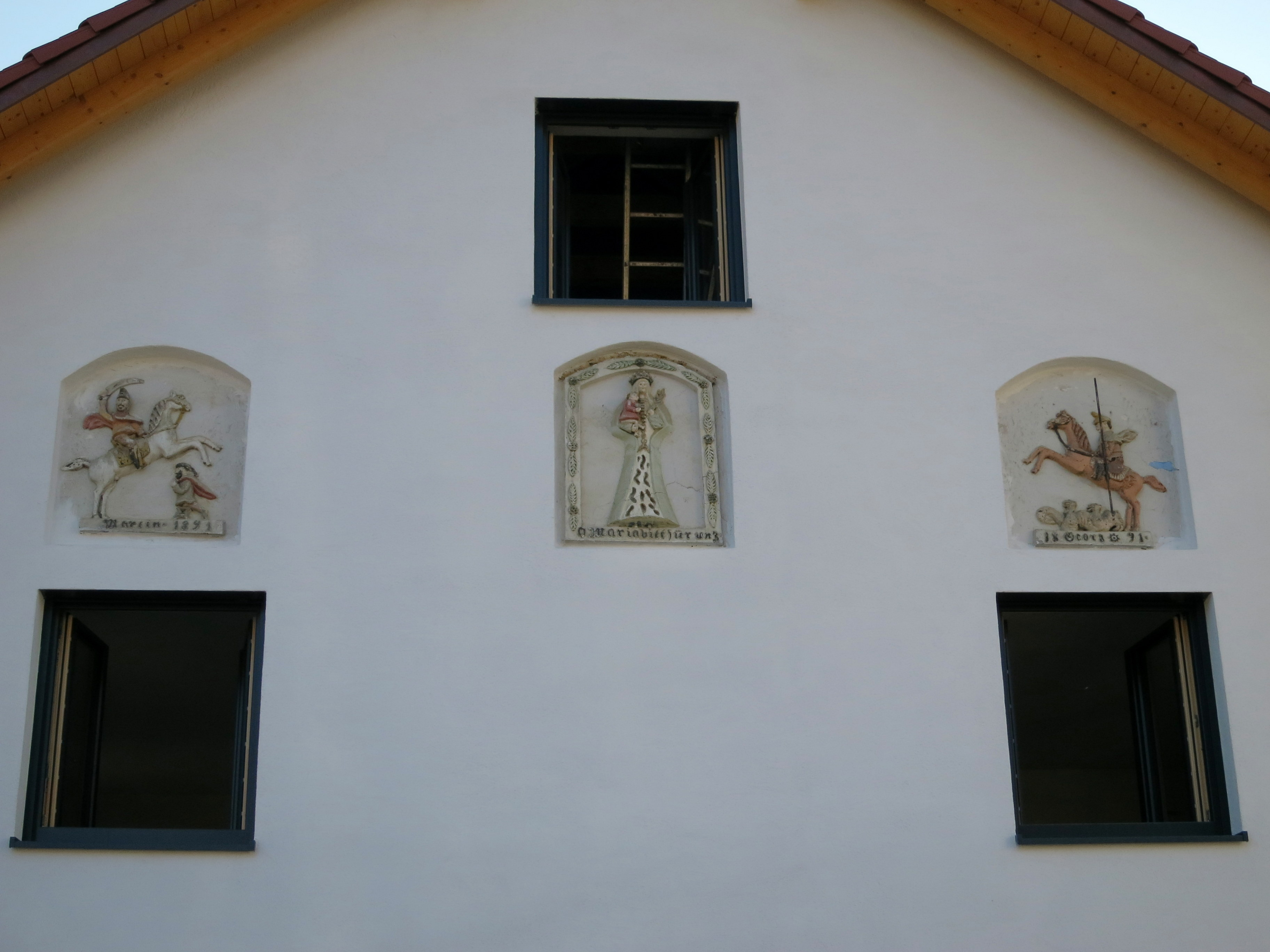
Mörtelplastiken (Aiterbach)
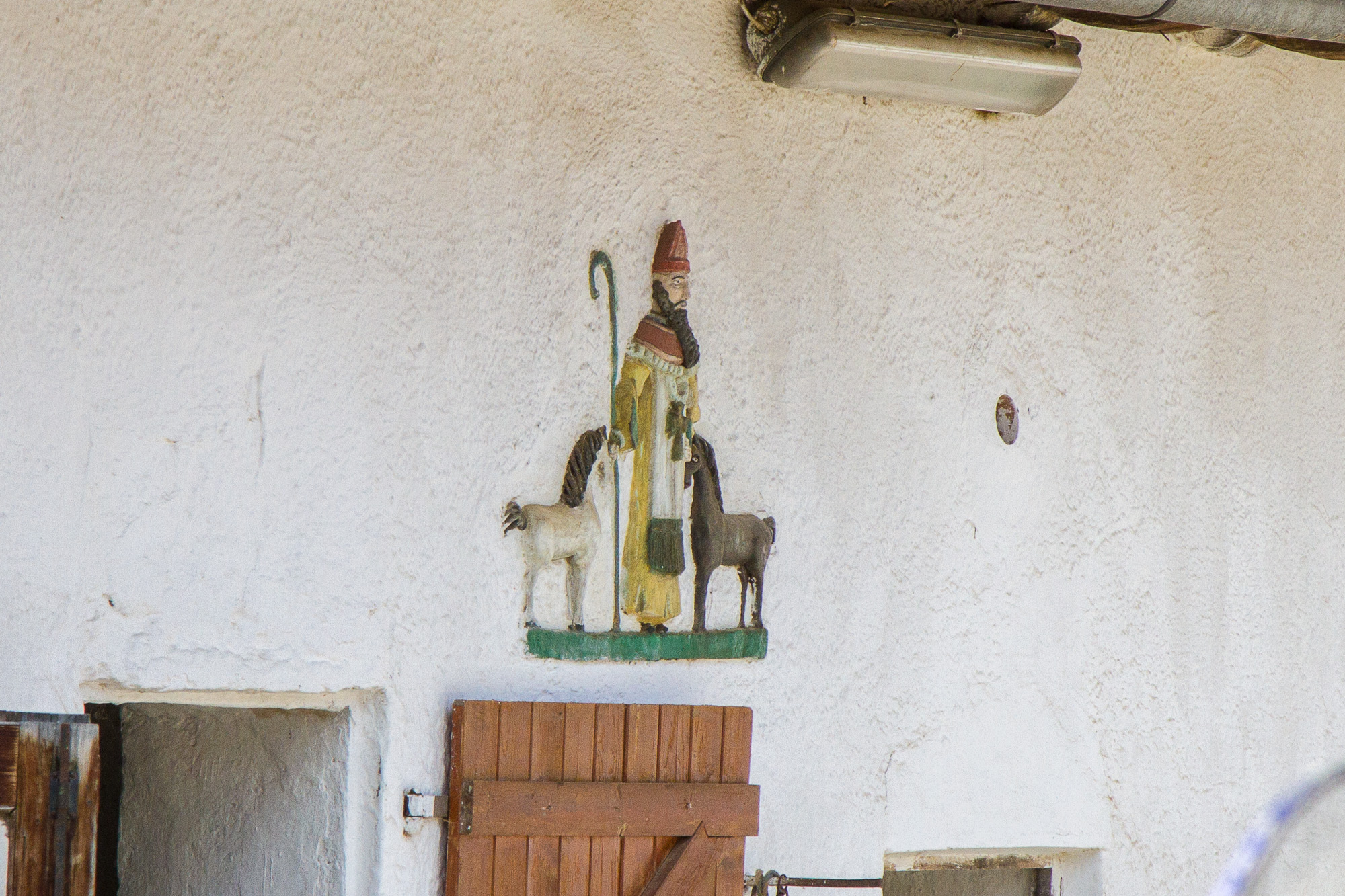
Der hl. Leonhard in Förnbach
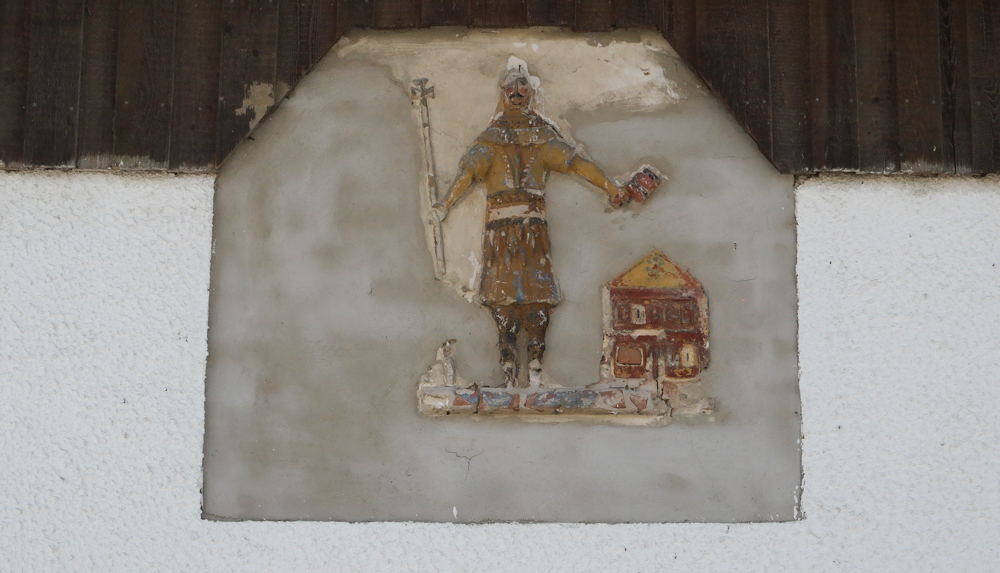
Der hl. Florian in Mittermarbach
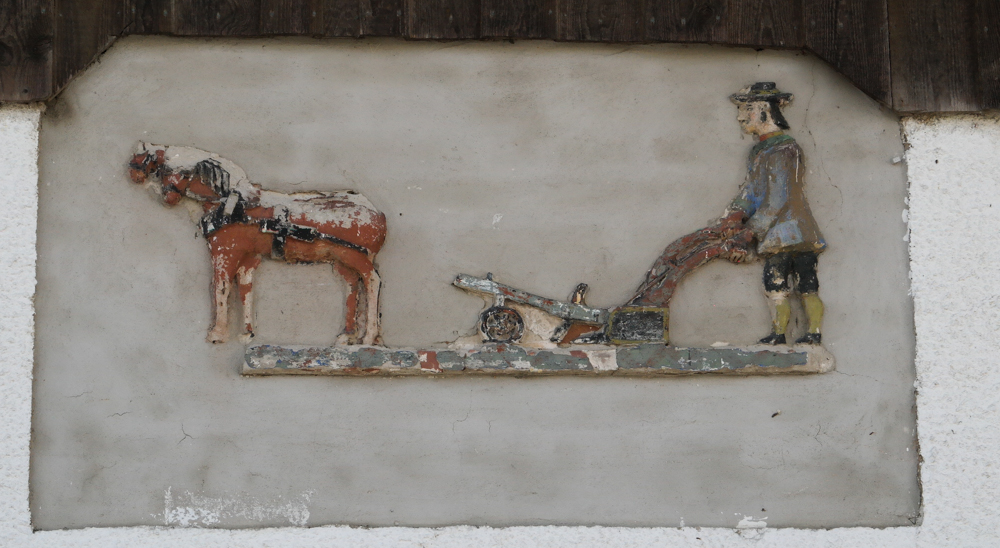
Der hl. Isidor in Mittermarbach
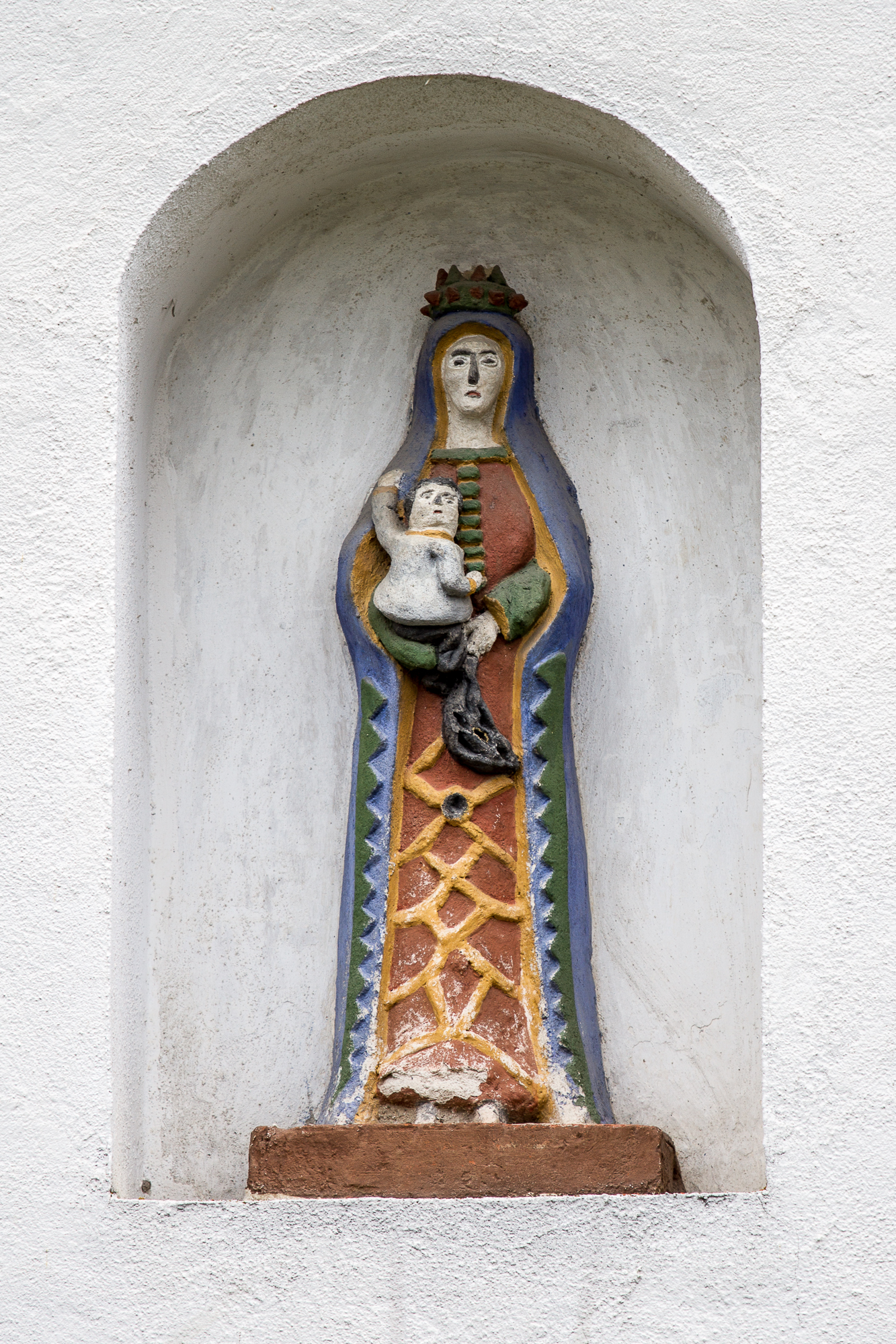
Maria und Jesus in Hettenshausen
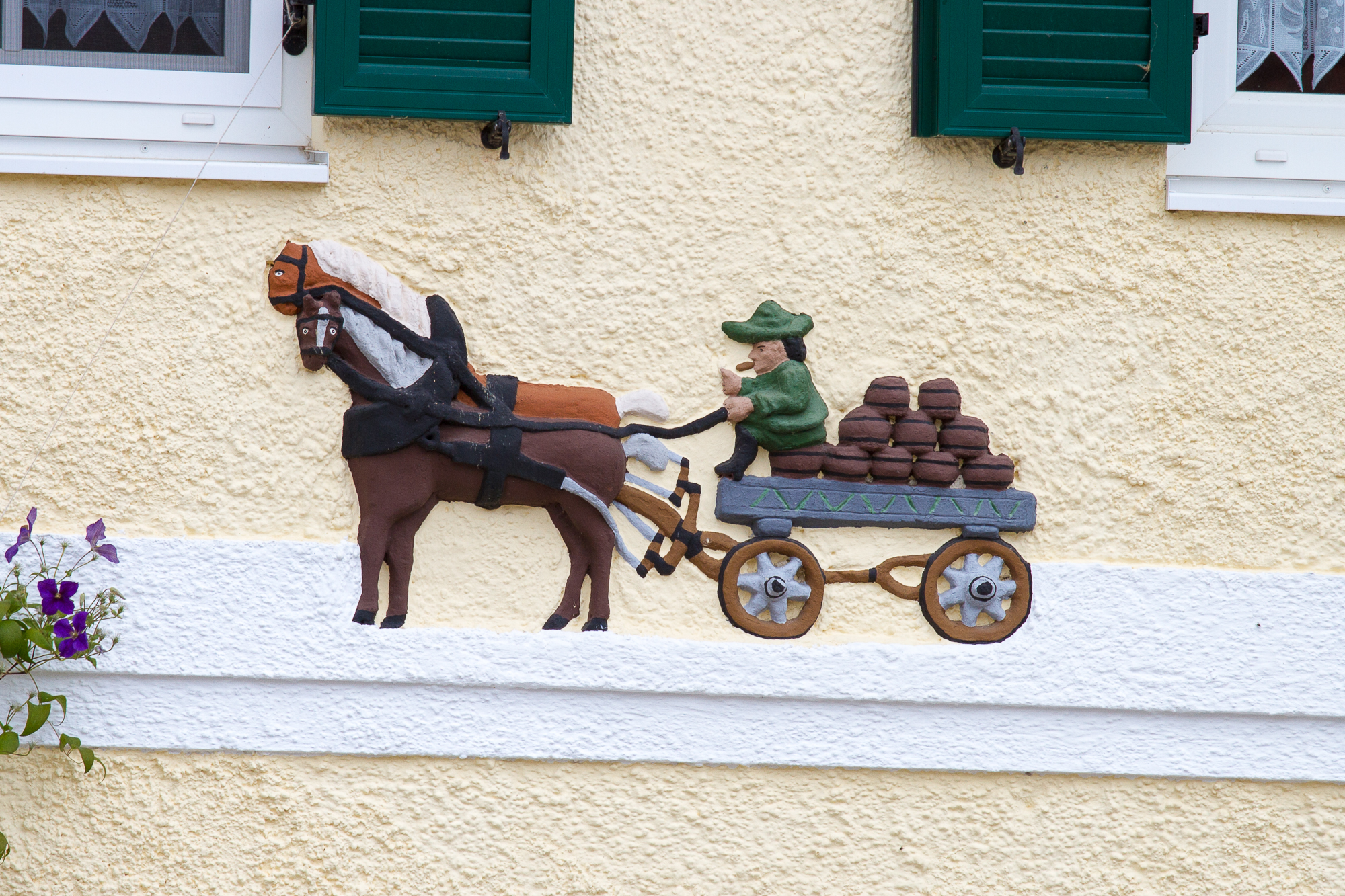
Ein Bierfuhrwerk in Ilmried
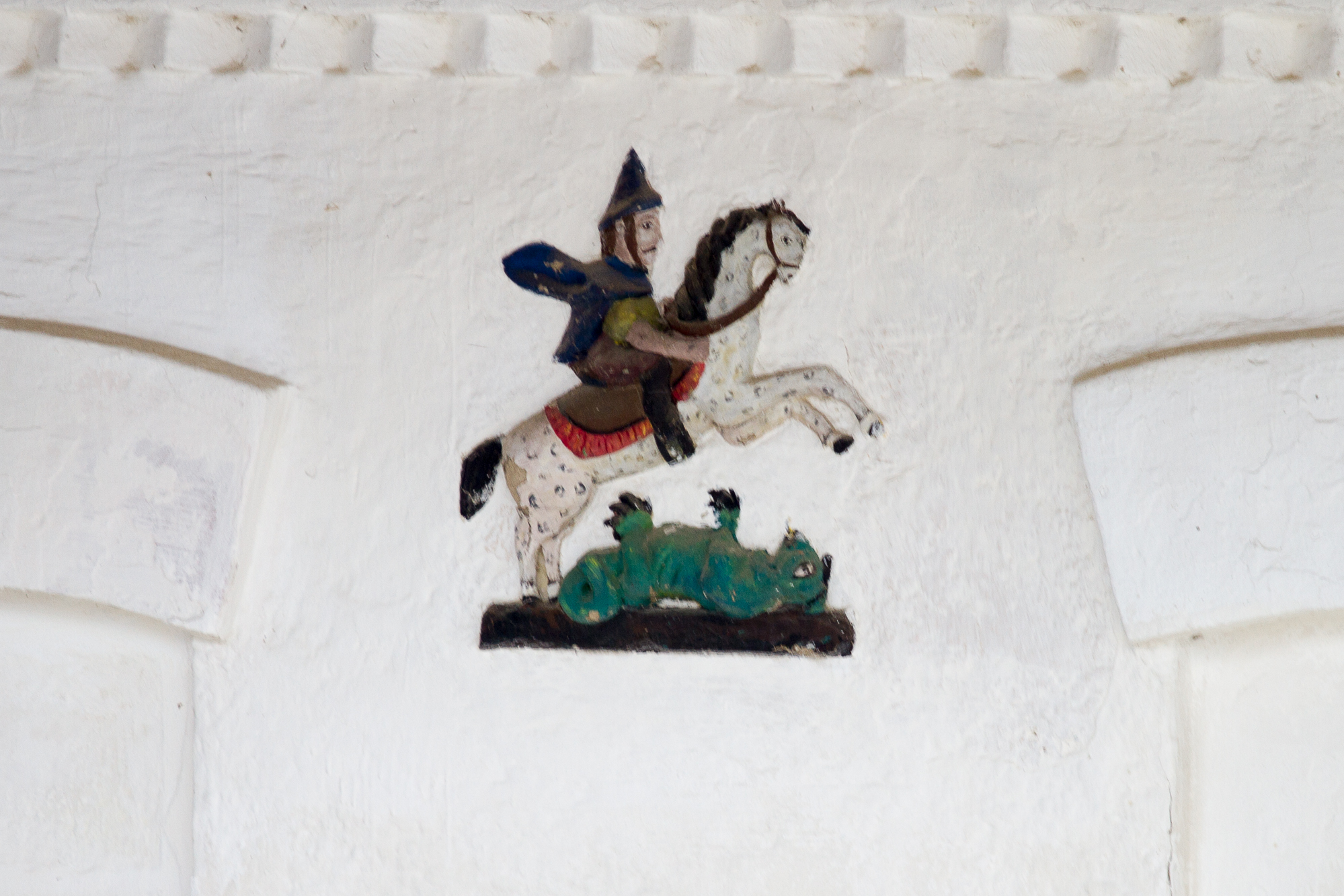
Der hl. Georg in Ilmried
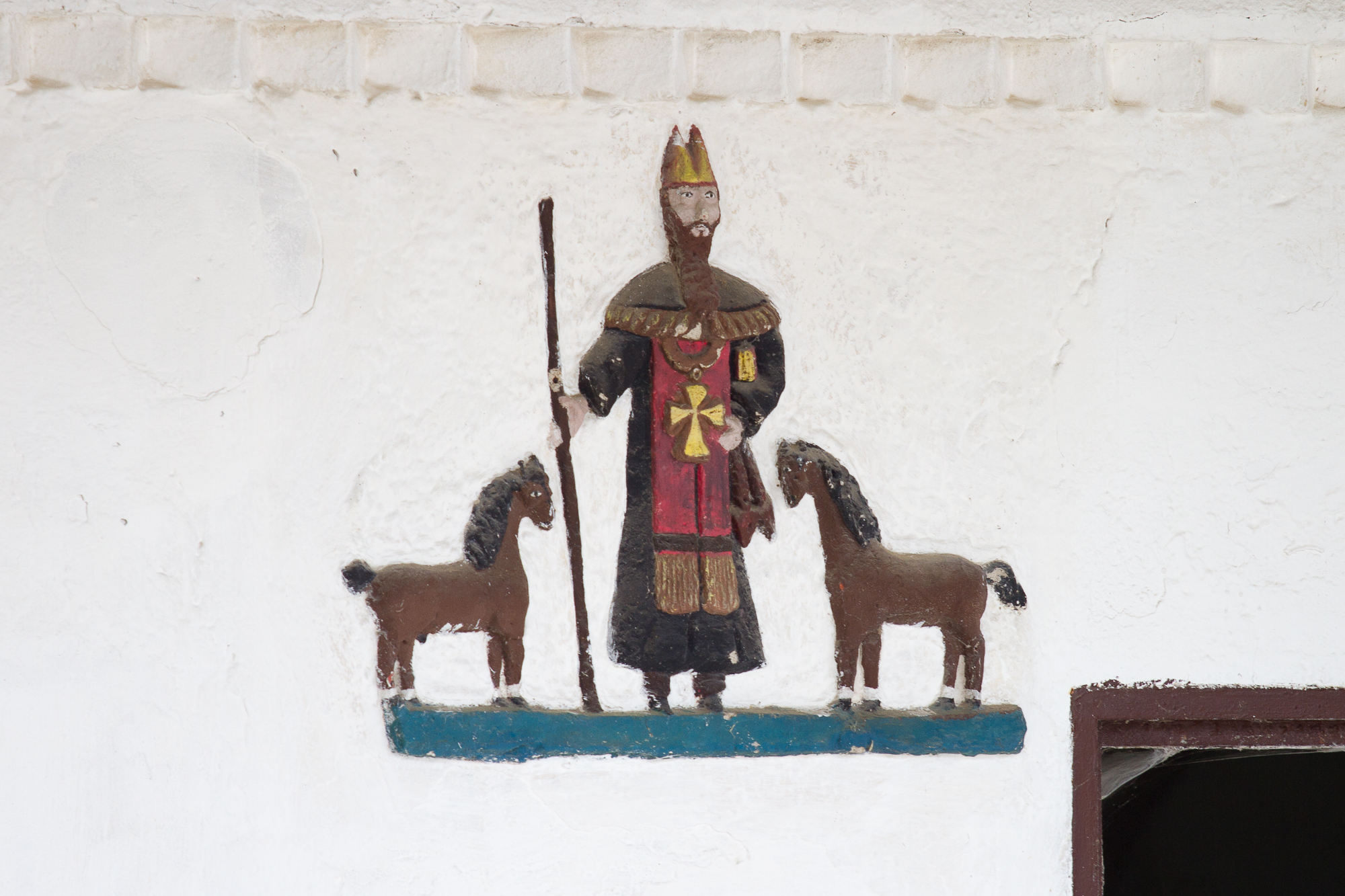
Der hl. Leonhard in Ilmried
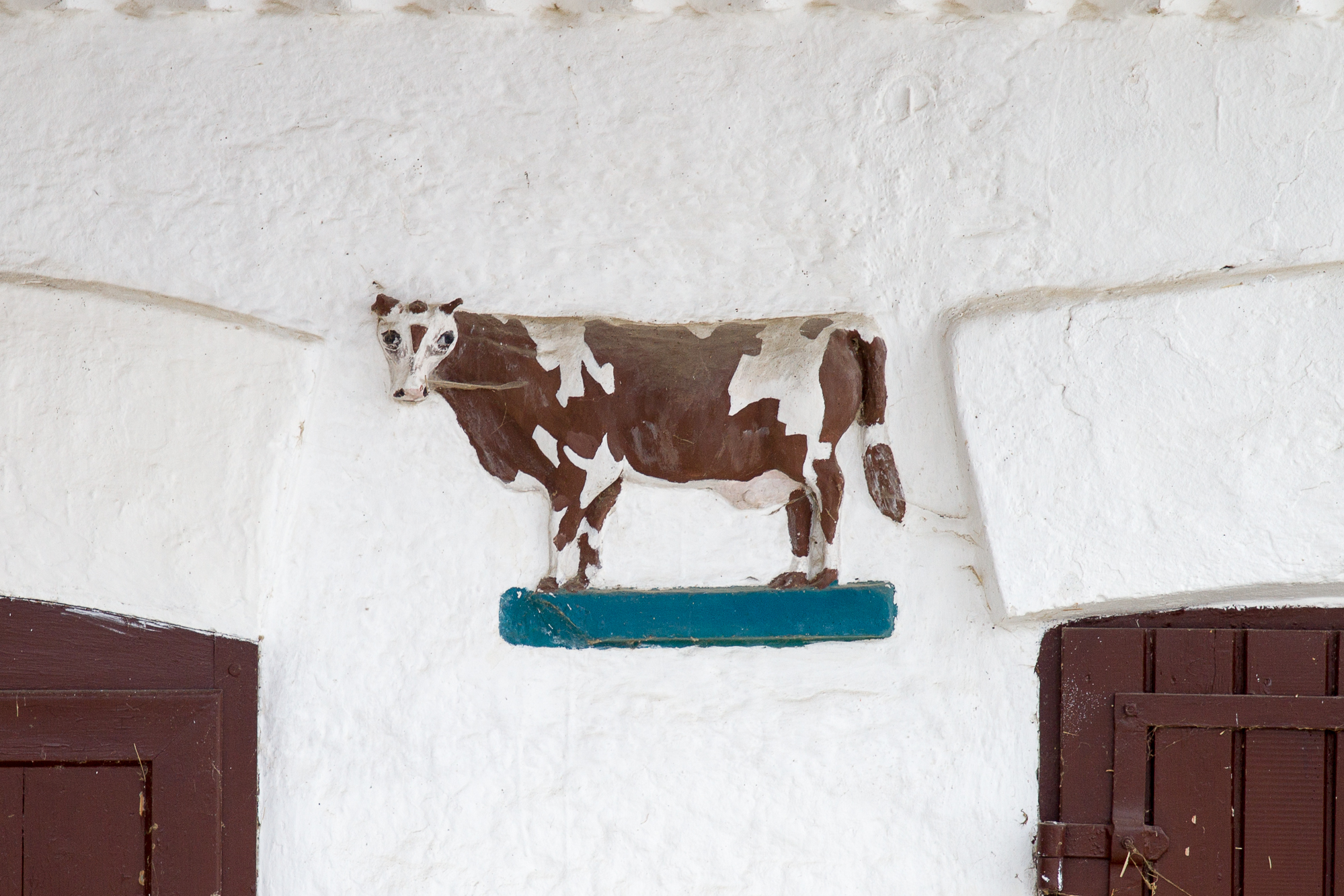
Eine Kuh in Ilmried
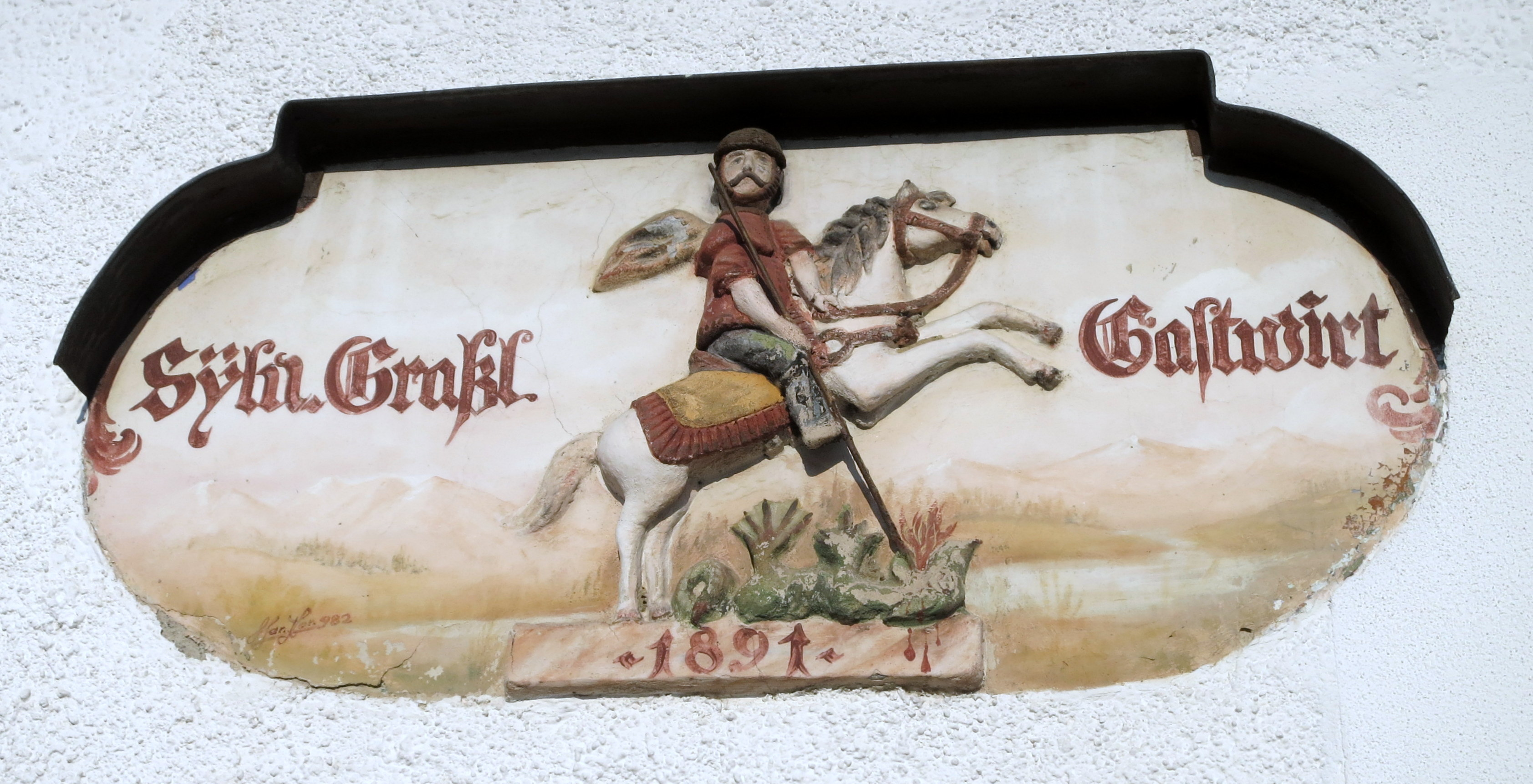
Der hl. Georg in Appercha